# Mogwai (cultura china)
Un Mogwai (魔怪 Jyutping: mo1 gwaai3; chino estándar: 魔鬼; pinyin: móguǐ) es un ser de la mitología china, cuyo nombre significa «espíritu maligno» o «demonio». 
En el folklore chino los mogwai son seres pequeños que se reproducen con el agua de lluvia, usualmente multiplicandose y produciendo una numerosa estirpe, ya que la lluvia les incrementa la lujuria. Se les considera una representación metafórica de la "abundancia" que puede traer el agua de lluvia para las cosechas que, descontrolada, puede causar daño.
Su nombre se popularizó con la película producida por Steven Spielberg y dirigida por Joe Dante Gremlins, la cual presenta a los mogwai como pequeños seres peludos de aspecto agradable que, al ser alimentados después de la medianoche, se transforman en los malévolos gremlins (un tipo de duende travieso de la mitología europea). Originalmente ambas criaturas no tenían relación. La palabra mogui también se utiliza en traducciones de la biblia al mandarín para «diablo».